# Luthando Kaka
Luthando Kaka (* 6. Januar 1986) ist ein südafrikanischer Mountainbike- und Straßenradrennfahrer.
Luthando Kaka begann seine Karriere 2008 bei dem dänischen Continental Team Glud & Marstrand Horsens. In seinem ersten Jahr dort gewann er in seiner Heimat das Rennen William Simpson/Aquele Apple Blossom MTB, das Willow Creek Olive MTB Race und die WP U23 Champs. Im nächsten Jahr wurde er bei der südafrikanischen Meisterschaft Neunter im Straßenrennen. Seit 2010 fährt er für das Team Medscheme. Bei der Afrikameisterschaft 2010 in Ruanda gewann Kaka mit dem Nationalteam die Silbermedaille im Mannschaftszeitfahren.

## Erfolge
2010
- Afrikameisterschaft – Mannschaftszeitfahren (mit Jason Bakke, Gabriel Combrinck und Reinardt Janse van Rensburg)

## Teams
- 2008 Glud & Marstrand Horsens (ab 15.06.)
- 2009 Glud & Marstrand Horsens
- 2010 Team Medscheme
- 2011 Team Bonitas
- 2012 Team Bonitas
- 2013 Team Bonitas
- 2014 Bonitas Pro Cycling